# Takashi Yoshimatsu
Takashi Yoshimatsu (jap. 吉松 隆, Yoshimatsu Takashi; * 18. März 1953 in Tokio) ist ein zeitgenössischer japanischer Komponist klassischer Musik.

## Leben
Takashi Yoshimatsu wird als einer der in Japan größten Komponisten von Klassischer Musik im westlichen Stil angesehen. Er verließ den technischen Fachbereich der Keiō-Universität im Jahr 1972 und schloss sich einer Amateurband namens NOA als Keyboarder an, die die Musik von Pink Floyd nachahmten. Nebenher fing er an, sich für Jazz und Progressive Rock zu interessieren.
Er war Fan der Walker Brothers und der Ventures, als er 13 Jahre als war, mit 14 Jahren faszinierten ihn Symphonien von Beethoven und Tschaikowski. Seit dieser Zeit komponierte er eine Anzahl von Stücken, bevor er 1981 mit dem in serialistischem Stil gehaltenen Stück "Threnody to Toki" einem größeren Kreis bekannt wurde. Kurz danach wandte er sich von atonaler Musik ab und begann, in einem freien neuromantischem Stil mit starken Einflüssen aus Jazz, Rock und klassische japanische Musik zu komponieren. Er unterstrich seinen Ruf mit dem 1985 komponierten Gitarrenkonzert. Yoshimatsu hat seitdem sechs Symphonien, zwölf Konzerte (darunter Konzerte für Fagott, Klavier, Cello, Gitarre, Posaune und Saxophon), einige Sonaten und mehrere kürzere Stücke für Ensembles in verschiedenen Besetzungen geschrieben. Seine 'Atom Hearts Club Suiten' für Streichorchester sind explizit eine Huldigung an die Beatles, Pink Floyd und Emerson, Lake and Palmer.
Yoshimatsu hat einige Essays und eine Einführungen in klassische Musik publiziert. Er zeichnet und illustriert seine Bücher gerne selbst.

## Hauptwerke

### Orchesterwerke
Symphonien
- Kamui-Chikap Symphonie (1990)
- Symphonie Nr. 2 „At Terra“ (1991)
- Symphonie Nr. 3 (1998)
- Symphonie Nr. 4 (2000)
- Symphonie Nr. 5 (2001)
- Symphonie Nr. 6 (2013)

Andere Orchesterwerke
- Threnody to Toki für Klavier and Streichorchester (1980)
- Chikap (1982)
- Gitarrenkonzert „Pegasus Effect“ (1984)
- The Age of Birds (1986)
- Fagottkonzert „Unicorn Circuit“ (1988)
- White Landscapes (1991/97)
- Posaunenkonzert „Orion Machine“ (1993)
- Saxophonkonzert „Cyber Bird“ (1993)
- Dream Colored Mobile II (1993/98)
- Ode to Birds and Rainbow (1994)
- Klavierkonzert „Memo Flora“ (1997)
- Atom Hearts Club Suite I für Streichorchester (1997)
- And Birds Are Still… (1997)
- While an Angel Falls into a Doze… für Klavier und Streichensemble (1998)
- Atom Hearts Club Suite II für Streichorchester
- Prelude to the Celebration of Birds (2000)
- Cellokonzert „Centaurus Unit“ (2003)
- Saxophonkonzert „Albireo mode“ (2005)

### Kammermusik
- Forgetful Angel I für Harmonika/Violine und Klavier (1978)
- Forgetful Angel II für Harmonika und Gitarre (1979)
- U-Getsu-Fu für Shakuhachi und 17-gen (1980)
- Chikap für 15 Flöten (1981)
- Digital Bird Suite für Flöte und Gitarre/Klavier (1982)
- Rainbow Colored Prism I für 2 Klaviere, 2 Celli und Horn (1983)
- 4 Pieces in Bird Shape für Klarinette und Klavier (1983)
- Random Bird Variations für 2 Klaviere (1985)
- Forgetful Angel III für Harmonika und Akkordeon (1985)
- Soh-Gyo-Fu für Shakuhachi und 20-gen (1986)
- Pleiades Dances IIa für Violine/Flöte und Klavier (1987)
- Melting Dream für Violine/Saxophon/Harmonika und Klavier (1987)
- Sui-Gen-Fu für Shakuhachi and 13-gen (1989)
- Fuzzy Bird Sonata für Saxophon und Klavier (1991)
- Bird Prism für 2 Flöten und Klavier (1991)
- Bird Rhythm für Percussion (1991)
- 3 White Landscapes für Flöte, Fagott/Cello und Harfe (1991)
- Rainbow Colored Mobile für Mandolinen Orchester (1992)
- Dream Colored Mobile für Saxophon/Oboe/Cello, Harfe und Streichquartett (1993)
- Mimic Bird Comic für Horn und Percussion (1995)
- Bird Dream Dance für Gagaku Ensemble (1997)
- Atom Hearts Club Quartet für Streichquartett (1997)
- Within Dreams Without Dreams für 2-Gen, Klarinette, Violine und Cello (1998)
- Atom Hearts Club Duo für 2 Gitarren (1999)
- Metal Snail Suite für Euphonium und Klavier (1999)
- Stellar Dream Dances für ein japanisches Instrumenten Ensemble (2002)
- 3 Exotic Songs für Sopran Saxophon und Gitarre (2002)
- Partita a la Chesire Cat für Klavier und Percussion (2005)
- Sei-Gen-Fu für Sho und 20-gen (2006)
- Wind Dream Dances für Shakuhachi und 20-gen (2006)

### Klavier Solo
- Regulus Circuit (1979)
- Pleiades Tänze I (1986)
- Pleiades Tänze II (1987)
- Pleiades Tänze III (1988)
- Pleiades Tänze IV (1992)
- Pleiades Tänze V (1992)
- Piano Folio (1997)
- Pleiades Tänze VI (1998)
- Pleiades Tänze VII (1999)
- Pleiades Tänze VIII (2000)
- Pleiades Tänze IX (2001)
- Tapiola Visions für Klavier - Linke Hand (2004)
- Ainola Lyrical Ballads für Klavier - Linke Hand (2006)
- Gauche Dances für Klavier - Linke Hand (2006)

### Gitarre Solo
- Litmus Distance (1980)
- Tender Toys (1983)
- Wind Color Vector (1991)
- Guitar Sonata „Sky Color Tensor“ (1992)
- Water Color Scalar (1993)
- 2 Little Pieces (1994)
- Around the Round Ground (1997)
- 4 Little Dream Songs (1997)

### Japanische Instrumente Solo
- Moyura für 20-gen (1990)
- Nabari für 17-gen (1992)
- Subaru für 20-gen (1999)